# Villa de La Paz
Villa de La Paz là một đô thị thuộc bang San Luis Potosí, México. Năm 2005, dân số của đô thị này là 4967 người.